# México (subte de Buenos Aires)
La estación México será una futura red de subterráneos de la Ciudad de Buenos Aires. La estación se encontrará entre las estaciones San Juan y Rivadavia de la línea F de subterráneos. Estará ubicada sobre una de las principales avenidas de la ciudad, Entre Ríos, en la intersección con la calle de México, en el barrio porteño de Balvanera.